# ليستير سميث (لاعب كرة قدم كندية)
ليستير سميث (بالإنجليزية: Lester Smith)‏ هو لاعب كرة قدم كندية أمريكي، ولد في 16 أغسطس 1970 في كونكورد في الولايات المتحدة.